# Yens Pedersen
Pour les articles homonymes, voir Pedersen.
Yens Pedersen est un avocat et un homme politique provincial canadien de la Saskatchewan. Il représente les circonscriptions de Regina Northeast à titre de député du Nouveau Parti démocratique à partir d'une élection partielle en septembre 2018 jusqu'en 2020.

## Biographie
Né à Cut Knife en Saskatchewan, il étudie au Osgoode Hall Law School de Toronto et revient pratiquer le droit à Regina pendant une vingtaine d'années. Il se spécialise dans le droit des familles individuelles et les petites moyennes entreprises. Il siège également à la chaire de la taxation de l'Association du Barreau canadien et président de la Regina Business Association.

### Carrière politique
Candidat défait dans Regina South en 2007 et en 2011, il est battu par Bill Hutchison lors de ces deux élections.
Il tente de succéder au premier ministre défait Lorne Calvert pour devenir chef du NPD de Saskatchewan en 2009, mais il termine troisième lors de la convention derrière Dwain Lingenfelter et Ryan Meili, mais devant Deb Higgins.